# Compito di selezione di Wason

Ogni carta ha un numero su un lato, e un colore sull'altro. Quale carta o carte devono essere girate per provare l'idea che se una carta mostra un numero pari su una faccia, la sua faccia opposta è blu?

Il compito di selezione di Wason (o problema delle quattro carte) è un rompicapo logico ideato da Peter Cathcart Wason nel 1966. È uno dei compiti più famosi nello studio del ragionamento deduttivo. Un esempio del rompicapo è:
Una risposta che identifica una carta che non deve essere girata, o che non riesce a identificare una carta che deve essere girata, non è corretta. Il compito originale riguardava numeri (pari, dispari) e lettere (vocali, consonanti).
Il test è di particolare interesse perché le persone hanno difficoltà a risolverlo nella maggior parte degli scenari, ma in genere possono risolverlo correttamente in determinati contesti. In particolare, i ricercatori hanno scoperto che il rompicapo viene prontamente risolto quando il contesto immaginato sta controllando una regola sociale.

## Soluzione
La risposta corretta è di girare l'8 e la carta rossa.
La regola era "Se la carta mostra un numero pari su una faccia, allora la sua faccia opposta è blu." Solo una carta con un numero pari su un lato e qualcosa di diverso dal blu sull'altro lato può invalidare questa regola:
- Se la carta 3 è blu (o rosso), ciò non viola la regola. La regola non fa affermazioni su numeri dispari.
- Se la carta 8 non è blu, viola la regola.
- Se la carta blu è dispari (o pari), ciò non viola la regola. Il colore blu non è esclusivo per i numeri pari.
- Se la carta rosso è pari, viola la regola.

L'interpretazione di "se" qui è quella dell'implicazione materiale nella logica classica, quindi questo problema può essere risolto scegliendo le carte usando il modus ponens (tutte le carte pari devono essere controllate per assicurarsi che siano blu) e il modus tollens (tutte le carte non blu devono essere controllate per assicurarsi che non siano pari).

## Spiegazioni delle prestazioni al compito
Nello studio di Wason, meno del 10% dei soggetti ha trovato la soluzione corretta. Questo risultato è stato replicato nel 1993.
Alcuni autori hanno sostenuto che i partecipanti non leggono "se ... allora ..." come nell'implicazione materiale, poiché il condizionale del linguaggio naturale non è il condizionale materiale. Tuttavia una caratteristica interessante del compito è come i partecipanti reagiscono quando viene loro spiegata la soluzione di logica classica:
Tuttavia, anche quest'ultimo commento è controverso, poiché non spiega se i soggetti consideravano errata la loro precedente soluzione o se ritenessero che il problema fosse sufficientemente vago da avere due interpretazioni.

### Controllo di regole sociali
A partire dal 1983, gli sperimentatori avevano identificato che il successo nel compito di selezione di Wason era altamente dipendente dal contenuto, ma non c'era alcuna spiegazione teorica per quale contenuto suscitasse risposte per lo più corrette e quali suscitassero risposte per lo più errate.

Ogni carta ha un'età da un lato e una bevanda dall'altro. Quali carte devono essere girate per provare l'idea che se stai bevendo alcolici devi avere più di 18 anni?

Gli psicologi evoluzionisti Leda Cosmides e John Tooby (1992) identificarono che il compito di selezione tende a produrre la risposta "corretta" quando presentata in un contesto di relazioni sociali. Ad esempio, se la regola utilizzata è "Se bevi alcolici, devi avere più di 18 anni" e le carte hanno un'età da un lato e bevande dall'altro, ad esempio "16", "bere birra", "25 "," bere soda", la maggior parte delle persone non ha difficoltà a selezionare le carte corrette ("16" e "birra"). In una serie di esperimenti in diversi contesti, i soggetti hanno dimostrato prestazioni superiori e coerenti quando è stato chiesto di controllare una regola sociale che comportava un beneficio che era legittimamente disponibile solo per qualcuno che si era qualificato per tale beneficio. Cosmides e Tooby hanno sostenuto che gli sperimentatori hanno escluso spiegazioni alternative, come ad esempio che le persone imparano le regole dello scambio sociale attraverso la pratica e trovano più facile applicare queste regole familiari rispetto alle regole meno familiari.
Secondo Cosmides e Tooby, questa evidenza sperimentale supporta l'ipotesi che il compito di Wason si rivela più facile se la regola da testare è uno scambio sociale (per ricevere il beneficio X, è necessario soddisfare la condizione Y) e il soggetto è invitato a controllare la regola, ma è più difficile altrimenti. Essi hanno sostenuto che tale distinzione, se confermata empiricamente, avrebbe sostenuto la tesi degli psicologi evoluzionisti secondo cui il ragionamento umano è governato da meccanismi sensibili al contesto che si sono evoluti, attraverso la selezione naturale, per risolvere problemi specifici di interazione sociale, piuttosto che da meccanismi di uso generale. In questo caso, il modulo di ragionamento è descritto come un modulo specializzato nel rilevamento di "imbroglioni".
Davies et al. (1995) hanno sostenuto che l'argomentazione di Cosmides e Tooby a favore di meccanismi di ragionamento sensibili al contesto e specifici del dominio in opposizione ai meccanismi di ragionamento generale è teoricamente incoerente e inferenzialmente ingiustificata. Von Sydow (2006) ha sostenuto che dobbiamo distinguere le inferenze condizionali deontiche e descrittive, ma che la logica della verifica dei condizionali deontici è più sistematica (cfr Beller, 2001) e dipende dai propri obiettivi (cfr Sperber & Girotto, 2002). Tuttavia, in risposta a Kanazawa (2010), Kaufman et al. (2011) hanno fornito a 112 soggetti una versione computerizzata di 70 item del compito di selezione di Wason contestualizzato proposto da Cosmides and Tooby (1992) e hanno scoperto invece che "le prestazioni su problemi non arbitrari, evolutivamente familiari, sono più strettamente correlate alla performance su problemi arbitrari, evolutivamente nuovi", e scrivendo per la rivista Psychology Today, Kaufman concluse invece che "sembra che l'intelligenza generale sia molto compatibile con la psicologia evoluzionista."